# Петровское (Опочецкий район)
Петровское или Петровская — деревня в Опочецком районе Псковской области России. 
Входит в состав Пригородной волости.

## География
Расположена на южной границе города Опочка.

## Население
| 2001 | 2002 | 2010 | 2012 | 2013 | 2014 | 2015 |
| ---- | ---- | ---- | ---- | ---- | ---- | ---- |
| 578  | ↘493 | ↘447 | ↗524 | ↘517 | ↘508 | ↗509 |
| 2016 |      |      |      |      |      |      |
| ↘494 |      |      |      |      |      |      |

Численность населения по состоянию на начало 2001 года составляла 578 человек.

## Топографические карты
Лист карты O-35-XXIX Опочка. Масштаб: 1 : 200 000. Состояние местности на 1985 год. Издание 1987 г.